# Kalanaur (Punjab)
Kalanaur è una suddivisione dell'India, classificata come nagar panchayat, di 12.915 abitanti, situata nel distretto di Gurdaspur, nello stato federato del Punjab. In base al numero di abitanti la città rientra nella classe IV (da 10.000 a 19.999 persone).

## Geografia fisica
La città è situata a 32° 1' 0 N e 75° 9' 0 E e ha un'altitudine di 242 m s.l.m..

## Società

### Evoluzione demografica
Al censimento del 2001 la popolazione di Kalanaur assommava a 12.915 persone, delle quali 6.867 maschi e 6.048 femmine. I bambini di età inferiore o uguale ai sei anni assommavano a 1.662, dei quali 949 maschi e 713 femmine. Infine, coloro che erano in grado di saper almeno leggere e scrivere erano 8.410, dei quali 4.745 maschi e 3.665 femmine.